# Tony Wyczynski
Tony Wyczynski (Den Haag, 9 augustus 1985), ook wel bekend als Sterretje, is een Nederlandse televisiepersoonlijkheid en dj. Hij is vooral bekend van het RTL-programma Oh Oh Cherso.

## Biografie
Wyczynski groeide op in het Haagse stadsdeel Loosduinen. Na de MAVO deed hij een veiligheidsopleiding, waardoor hij tijdelijk het leger in ging. Hierna werkte hij een tijd bij de politie. De horeca en het uitgaansleven trokken hem uiteindelijk toch meer als werkgever, waar hij onder andere in dienst was bij de Crazy Pianos in Scheveningen en de Skihut in Rotterdam.
Zijn eerste tv-optreden was voor het programma Take Me Out, waar het hem lukte om een van de dames mee te nemen. In september 2010 werd hij landelijk bekend als een van de deelnemers aan het programma Oh Oh Cherso. In deze realitysoap wonen acht Haagse jongeren een periode in de zomer samen in de Griekse badplaats Chersonissos. Na drie seizoenen Oh Oh Cherso was hij te zien in zijn eigen realitysoap In Love with Sterretje, waarin hij op zoek ging naar een vriendin.
In de reallifesoaps Jokertje's Jawoord en Everybody Loves Joey had hij een bescheiden rol. Hij heeft ook meegedaan aan Sterren Dansen op het IJs, waarin hij de finale wist te behalen en deze won. Na het programma Oh Oh Cherso ging Wyczynski een muzikale samenwerking aan met Mental Theo. In samenwerking met hem bracht hij onder zijn pseudoniem DJ Tony Star een album uit met voornamelijk happy hardcore. 
Wyczynski was in 2016 te zien in het programma Celebrity Stand-Up. In 2017 was hij te zien in het naaktdatingprogramma van RTL 5 genaamd Adam Zkt. Eva VIPS.

## Trivia
- Wyczynski wordt ook wel Sterretje genoemd omdat hij twee sterren op zijn schouders heeft getatoeëerd.
- Wyczynski gebruikt zijn tatoeage ook als versiertruc: "Ik heb al twee sterren, wie wil mijn derde zien?"
- In 2010 heeft Wyczynski een derde sterretje laten tatoeëren op zijn onderbuik.